# Grand Prix Criquielion
Der Grand Prix Criquielion ist ein Eintagesrennen in Belgien. Es führt um die Stadt Deux-Acren in der Region Hainault.
Dieses Rennen wurde benannt nach dem ersten Sieger Claude Criquielion aus Belgien. Claude Criquielion war bei der Erstaustragung 1991 der Sieger. Danach wurde es erst wieder 1995 ausgefahren. Seit 1995 findet das Rennen jährlich statt.
Es ist Teil der UCI Europe Tour und ist in der UCI-Kategorie 1.2 angesiedelt. Der Rekordsieger ist Jelle Wallays aus Belgien. Er konnte als einziger Fahrer dieses Rennen zweimal gewinnen.

## Palmarès
| Jahr | Sieger               | Zweiter            | Dritter              |
| ---- | -------------------- | ------------------ | -------------------- |
| 1991 | Claude Criquielion   |                    |                      |
| 1995 | Gino Primo           |                    |                      |
| 1996 | Johan Remels         |                    |                      |
| 1997 | Steven Van Aken      |                    |                      |
| 1998 | Sven Nys             |                    |                      |
| 1999 | Gianni David         |                    |                      |
| 2000 | Johan Verhaegen      |                    |                      |
| 2001 | Cameron Hughes       |                    |                      |
| 2002 | Renaud Boxus         |                    |                      |
| 2003 | Kurt Hovelijnck      |                    |                      |
| 2004 | Hamish Robert Haynes |                    |                      |
| 2005 | Kevin Degezelle      |                    |                      |
| 2006 | Jonathan Henrion     |                    |                      |
| 2007 | Michael Blanchy      |                    |                      |
| 2008 | Fabio Polazzi        |                    |                      |
| 2009 | Nico Kuypers         |                    |                      |
| 2010 | Jelle Wallays        |                    |                      |
| 2011 | Tim De Troyer        |                    |                      |
| 2012 | Tom David            |                    |                      |
| 2013 | Boris Vallée         | Gijs Van Hoecke    | Eugenio Alafaci      |
| 2014 | Kevin Peeters        | Bert Van Lerberghe | Kevin Deltombe       |
| 2015 | Jelle Wallays        | Jef Van Meirhaeghe | Thomas Vaubourzeix   |
| 2016 | Timothy Dupont       | Timothy Stevens    | Rob Leemans          |
| 2017 | Bram Welten          | Arjen Livyns       | Jelle Donders        |
| 2018 | Lionel Taminiaux     | Alfdan De Decker   | Alexander Maes       |
| 2019 | Arne Marit           | Milan Menten       | Žiga Jerman          |
| 2022 | Pier-André Côté      | Gil Gelders        | Thimo Willems        |
| 2023 | Sam Welsford         | Milan Menten       | Kristoffer Halvorsen |
| 2024 | Alec Segaert         | Pavel Bittner      | Jenthe Biermans      |
| 2025 | Matteo Moschetti     | Hugo Hofstetter    | Giacomo Nizzolo      |